# China Southern Airlines

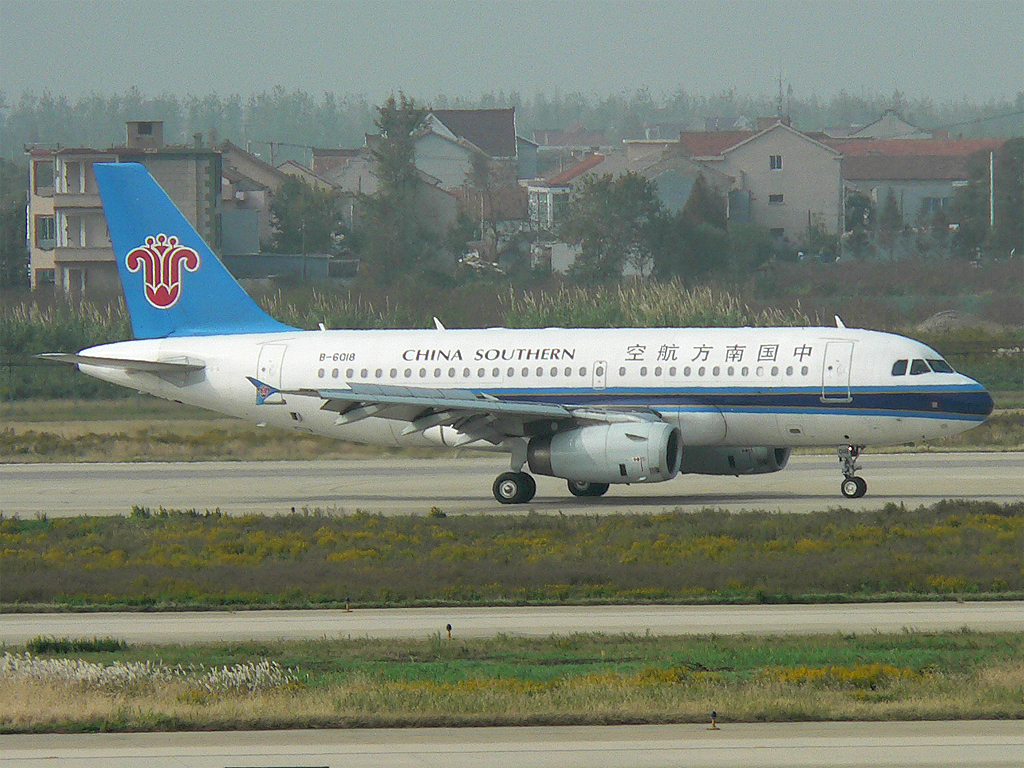
China Southern Airbus 319

China Southern Airlines är Kinas största och världens tionde största flygbolag räknat i antal passagerare. De lämnade SkyTeam 2018 men har fortfarande vissa samarbeten med flygbolagen inom SkyTeam. Deras baser består av Peking Daxing Internationella Flygplats och Guangzhou Baiyun Internationella Flygplats

## Flotta

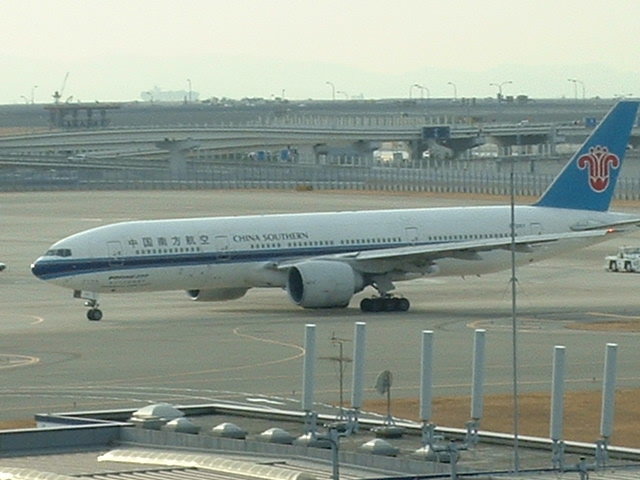
China Southern Boeing 777

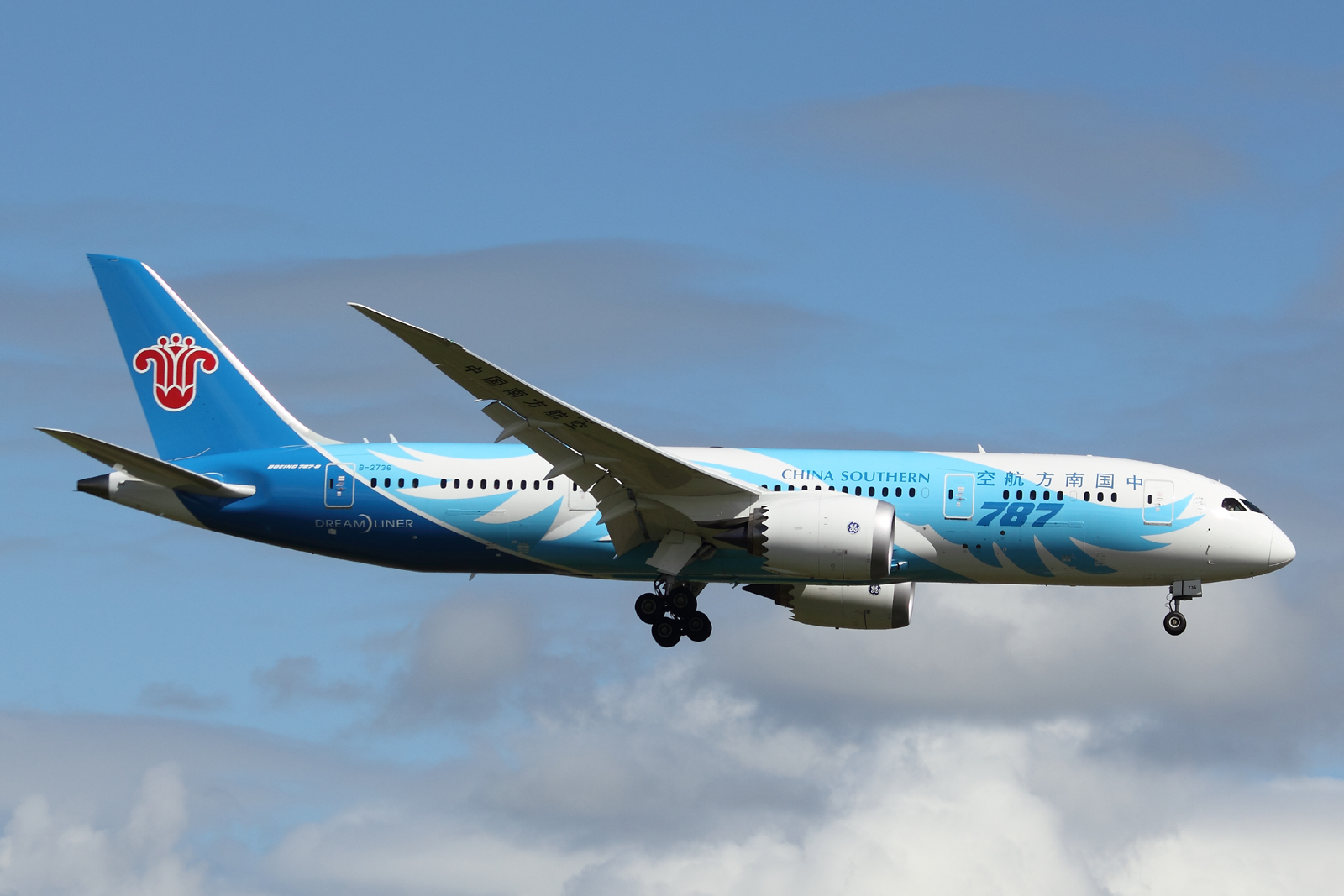
China Southern Boeing 787 i 787n:s specialmålning

China Southern Airlines hade följande flygplan (Augusti 2024):
| Flygplan                        | I tjänst | Beställda | Passagerare | Passagerare | Passagerare | Passagerare | Passagerare | Övrigt |
| Flygplan                        | I tjänst | Beställda | F           | B           | P           | E           | Total       | Övrigt |
| ------------------------------- | -------- | --------- | ----------- | ----------- | ----------- | ----------- | ----------- | ------ |
| Airbus A319-100 Airbus A319neo  | 13       | 2         | —           | —           | —           | 144         | 144         |        |
| Airbus A319-100 Airbus A319neo  | 13       | 2         | —           | 4           | 18          | 108         | 130         |        |
| Airbus A319-100 Airbus A319neo  | 13       | 2         | —           | 24          | —           | 114         | 138         |        |
| Airbus A319-100 Airbus A319neo  | 13       | 2         | —           | 4           | 24          | 108         | 136         |        |
| Airbus A320-200 Airbus A320neo  | 147      | 3         | —           | 8           | 24          | 120         | 152         |        |
| Airbus A320-200 Airbus A320neo  | 147      | 3         | —           | 4           | 24          | 138         | 166         |        |
| Airbus A320-200 Airbus A320neo  | 147      | 3         | —           | 4           | 18          | 138         | 160         |        |
| Airbus A320-200 Airbus A320neo  | 147      | 3         | —           | —           | —           | 180         | 180         |        |
| Airbus A321-200 Airbus A321neo  | 156      | 2         | —           | 12          | 24          | 143         | 179         |        |
| Airbus A321-200 Airbus A321neo  | 156      | 2         | —           | 12          | 24          | 164         | 200         |        |
| Airbus A321-200 Airbus A321neo  | 156      | 2         | —           | 8           | 24          | 176         | 208         |        |
| Airbus A321-200 Airbus A321neo  | 156      | 2         | —           | 4           | 24          | 167         | 195         |        |
| Airbus A321-200 Airbus A321neo  | 156      | 2         | —           | 4           | 18          | 167         | 189         |        |
| Airbus A330-200                 | 3        | —         | —           | 18          | —           | 242         | 260         |        |
| Airbus A330-200                 | 3        | —         | —           | 12          | 24          | 242         | 278         |        |
| Airbus A330-300                 | 25       | —         | —           | 28          | —           | 258         | 286         |        |
| Airbus A330-300                 | 25       | —         | —           | 30          | —           | 253         | 283         |        |
| Airbus A350-900                 | 20       | —         | —           | 28          | 24          | 262         | 314         |        |
| Airbus A350-900                 | 20       | —         | —           | 28          | —           | 307         | 335         |        |
| Boeing 737-700                  | 20       | —         | —           | 4           | 24          | 106         | 134         |        |
| Boeing 737-700                  | 20       | —         | —           | 4           | 18          | 106         | 128         |        |
| Boeing 737-800 Boeing 737 MAX 8 | 186      | 13        | —           | 4           | 18          | 147         | 169         |        |
| Boeing 737-800 Boeing 737 MAX 8 | 186      | 13        | —           | 4           | 18          | 150         | 172         |        |
| Boeing 737-800 Boeing 737 MAX 8 | 186      | 13        | —           | 4           | 24          | 150         | 178         |        |
| Boeing 737-800 Boeing 737 MAX 8 | 186      | 13        | —           | 8           | 24          | 129         | 161         |        |
| Boeing 737-800 Boeing 737 MAX 8 | 186      | 13        | —           | 8           | 24          | 132         | 164         |        |
| Boeing 777-300ER                | 15       | —         | —           | 28          | 28          | 305         | 361         |        |
| Boeing 787-8                    | 10       | —         | —           | 18          | —           | 248         | 266         |        |
| Boeing 787-9                    | 18       | 2         | —           | 28          | 28          | 220         | 276         |        |
| Boeing 787-9                    | 18       | 2         | —           | 28          | —           | 269         | 297         |        |
| Comac AJR21                     | 28       | 2         | —           | —           | —           | 90          | 90          |        |
| Comac C919                      | —        | 100       | —           | 8           | 18          | 138         | 164         |        |
| China Southern Cargo Flotta     |          |           |             |             |             |             |             |        |
| Boeing 777F                     | 17       | 1         | Cargo       | Cargo       | Cargo       | Cargo       | Cargo       |        |
| Totalt                          | 658      | 125       |             |             |             |             |             |        |

### Tidigare flygplan
- Airbus A300-600
- Airbus A380-800
- ATR 72
- Boeing 737-200
- Boeing 737-300
- Boeing 737-500
- Boeing 747-400F
- Boeing 757-200
- Boeing 767-300
- Boeing 777-200
- Embraer ERJ-145
- Embraer ERJ-190
- McDonnell Douglas MD-82
- McDonnell Douglas MD-90
- SAAB 340
- Short 360